# Памятник Сергею Бухвостову
Па́мятник Серге́ю Бухво́стову — памятник первому русскому гвардейцу Преображенского полка Сергею Бухвостову. Установлен в 2005 году в сквере на Преображенской площади.

## Описание
Памятник выполнен из бронзы и изображает гвардейца в полный рост, одетого в военную форму солдата Преображенского полка. В левой руке он держит знамя. Статуя помещена на трёхметровый гранитный постамент, на лицевой стороне которого расположена бронзовая мемориальная плита в виде развёрнутого свитка с надписью: «Первому русскому солдату лейб-гвардии Преображенского полка Сергею Леонтьевичу Бухвостову».

## История
В 2004 году городская дума поддержала идею префекта Юго-Восточного административного округа Москвы Николая Николаевича Евтихиева о создании памятника Сергею Бухвостову. В начале 2005 года на заседании было принято дополнение к списку предложений о возведении произведений монументально-декоративного искусства, после чего правительство Москвы издало распоряжение об установке скульптуры. 20 августа 2005 года состоялось торжественное открытие монумента. Его автором стал художник Вячеслав Клыков. Статуя преподнесена городу в дар от Общественного международного фонда славянской письменности и культуры. Памятник разместили на Преображенской площади, где в XVII веке квартировался полк, куда в 1683 году был зачислен Сергей Бухвостов.
В 2017 году скульптуру и сквер отреставрировали. Были установлены фонари, заменены асфальт и бордюры, положена плитка.